# Маса Фернандес, Хосе
Хосе Маса Фернандес (исп. José Maza Fernández; 13 октября 1889, Лос-Анхелес (Чили) — 6 мая 1964, Сантьяго) — чилийский политик, дипломатический и государственный деятель, председатель Генеральной Ассамблеи ООН (1955—1956). Министр внутренних дел Чили (1924). Министр юстиции Чили (1925). Министр народного просвещения Чили (1925), министр иностранных дел и религии Чили, дважды Председатель Сената Чили (1936 и 1937), сенатор, юрист.

## Биография
До 1913 года изучал право в Чилийском университете. Работал в военном министерстве Чили.
Член Либерально-демократической партии Чили, был её лидером. Работал министром внутренних дел в 1924 году, министром юстиции и народного просвещения в 1925 году, а также занимал должность министра иностранных дел и религии. Участвовал в разработке Конституции 1925 года .
В 1945 году представлял Чили на конференции в Сан-Франциско, где подписал Устав Организации Объединенных Наций.
В 1937—1953 годах — председатель сенатского комитета по международным отношениям.
С 20 сентября 1955 по 1 ноября 1956 года занимал пост председателя Генеральной Ассамблеи ООН.
Работал послом Чили в Уругвае, Бразилии, Гаити, Панаме, Доминиканской Республике, Аргентине  и Перу.